# مرياه
مرياه (بالفرنسية: Mirriah) هي إدارة في النيجر، تقع في منطقة زيندر، بلغ عدد سكانها 507,499  نسمة وذلك حسب إحصائيات سنة 2012، عاصمتها مرياه ‏.

## التاريخ
بعد استقلال النيجر عام 1960، تم تقسيم الأراضي الوطنية إلى 32 مقاطعة (دوائر). كان أحدهم دائرة ميرية. وبعام 1964، قسم الإصلاح الإداري النيجر لسبع مقاطعات، محل المناطق السابقة، و32 دائرة، محل الإدارات السابقة. ونتيجة لذلك، تم تحويل منطقة مريرية لدائرة، وفي عام 1998، تم ترقية الدوائر السابقة بالنيجر إلى أقسام، يرأس كل منها محافظ معين من قبل مجلس الوزراء. تم تقسيم الدائرة لبلديات منذ عام 2002. وكانت تتألف في السابق من المراكز الحضرية ميريا وزيندر والكانتونات ميريا وأبركرام وبابانتابكي وداكوسا وداماغرام تاكايا ودوغو ودرووم وغفاتي وقراغومسة وجونة وغيديمون وكيسامبانا / حمدارا، موا، أوامي/ كاجنا أوامي، تيرميني، زيرمو. وفي عام 2011، تم فصل داماغارام تاكايا وتاكيتا عن منطقة ميريا كإدارات منفصلة.

## التقسيم الإداري
بحسب القانون 2002-014 بتاريخ 11 يونيو 2002 «بإنشاء البلديات» والقانون 2002-016 بتاريخ 11 يونيو 2002 «بإنشاء المجتمعات العمرانية لمارادي وتاهوا وزيندر»، تنقسم المنطقة لـ 8 بلديات، منهم بلدية حضرية (مرياه) و7 بلديات ريفية، تضم بالتالي قرى.
| البلدية | المساحة  | المركز «القرية أو المدينة الرئيسية» | عدد السكان (إحصاء 2022) | ذكور   | إناث   | عدد السكان (تعداد 2012) | الذكور | الإناث | التقسيمات والقرى                                                                                                   |
| ------- | -------- | ----------------------------------- | ----------------------- | ------ | ------ | ----------------------- | ------ | ------ | --- |
| مرياه   | 94.5 كم٢ | مرياه                               | 114،885                 | 57،300 | 57،585 | 80،126                  | 40،196 | 39،930 | تتكون من منطقة حضرية وريفية، تنقسم المنطقة الحضرية إلى 16 منطقة. بينما المنطقة الريفية تضم 48 قرية و80 قرية صغيرة. |
| دوغو    |          | دوغو                                | 162،660                 | 81،128 | 81،532 | 113,477                 | 58,331 | 55,116 | 76 قرية و 114 قرية صغيرة و 27 مخيم.                                                                                |
| دروم    |          | دروم                                | 146،686                 | 73،161 | 73،525 | 102،306                 | 51،856 | 50،450 | 79 قرية و 143 قرية صغيرة.                                                                                          |
| غفاتي   |          | غفاتي                               | 66،498                  | 33،167 | 33،331 | 46،379                  | 23،782 | 22،597 | 55 قرية و 69 قرية صغيرة ومخيم واحد.                                                                                |
| جونا    |          | جونا                                | 91،187                  | 45،481 | 45،706 | 63،598                  | 32،793 | 30،805 | 35 قرية و56 قرية صغيرة و11 مخيماً.                                                                                  |
| حمادارا |          | حمادارا                             | 56،741                  | 28،300 | 28،441 | 39،574                  | 19،021 | 20،553 | 37 قرية و 75 قرية صغيرة.                                                                                           |
| كوليرام |          | كوليرام                             | 42،416                  | 21،155 | 21،261 | 29،583                  | 14،993 | 14،590 | 14 قرية و 16 قرية صغيرة.                                                                                           |
| زيرمو   |          | زيرمو                               | 46،578                  | 32،231 | 23،347 | 32،486                  | 16،800 | 15،586 | 85 قرية و 27 قرية صغيرة و 4 مخيمات                                                                                 |

## بلدية زيندر
زيندر  هي مدينة وبلدية ذات وضع خاص  حيث تأسست الوحدة الإدارية لزيندر عام 2002 كبلدية، عندما تم تحويل مدينة زيندر إلى بلدية تتكون من خمس بلديات، وفي عام 2010، أصبحت أحياء زيندر الخمس لدوائر، تنقسم بدورها لمناطق ريفية وحضرية.
| المنطقة | عدد السكان (إحصاء 2022) | ذكور   | إناث   | عدد السكان (تعداد 2012) | ذكور   | إناث   | التقسيمات والقرى      |
| ------- | ----------------------- | ------ | ------ | ----------------------- | ------ | ------ | --------------------- |
| زيندر 1 | 121،314                 | 60،507 | 60،807 | 84،610                  | 42،633 | 41،977 | 58 منطقة حضرية وريفية |
| زيندر 2 | 98،909                  | 49،332 | 49،577 | 68،984                  | 34،969 | 34،015 | 24 منطقة حضرية وريفية |
| زيندر 3 | 80،286                  | 40،044 | 40،242 | 55،995                  | 28،376 | 27،619 | 45 منطقة حضرية وريفية |
| زيندر 4 | 116،027                 | 57،870 | 58،157 | 80،923                  | 41،310 | 39،613 | 69 منطقة حضرية وريفية |
| زيندر 5 | 46،488                  | 23،186 | 23،302 | 32،423                  | 15،417 | 17،006 | 59 منطقة حضرية وريفية |

### السكان
يبلغ عدد سكان بلدية ومدينة زيندر حسب تعداد 2012 نحو 322،935 نسمة منهم 162،705 ذكور و160،230 إناث وبلغ عدد الأسر نحو 51،026 أسرة، بينما بلغ حسب إحصاء 2022 نحو 463،024 نسمة منهم 230،938 ذكور و232،086 إناث.

## السڪان
حسب التعداد النيجري لعام 2012 بلغ عدد سكان المنطقة نحو 507،499 نسمة، منهم 257،772 ذكور و249،727 إناث، بينما بحسب إحصاء 2022 كان نحو 727،651 نسمة، منهم 362،924 ذكور و364،727 إناث.

## محافظي المنطقة
يتم تعيين رئيس للمنطقة «محافظ» من قبل مجلس الوزراء بناءً على اقتراح من وزير الداخلية.
| المحافظ            | الفترة                         |
| ------------------ | ------------------------------ |
| دجيبو بادي         | 15 أبريل 2010 - 3 يونيو 2011   |
| آلات موغاسيكا      | 3 يونيو 2011 - 4 ديسمبر 2013   |
| عبد الله إلياس     | 4 ديسمبر 2013 - 29 يوليو 2016  |
| حميدو مامان        | 29 يوليو 2016 - 27 أكتوبر 2017 |
| موسى دان تانين     | 27 أكتوبر 2017 - 4 ديسمبر 2020 |
| سيدي محمد راليو    | 4 ديسمبر 2020 - 8 نوفمبر 2021  |
| يوسف بركة دان لادي | 8 نوفمبر 2021 - الآن           |